# Assemblée constituante brésilienne
 (septembre 2024).
Si vous disposez d'ouvrages ou d'articles de référence ou si vous connaissez des sites web de qualité traitant du thème abordé ici, merci de compléter l'article en donnant les références utiles à sa vérifiabilité et en les liant à la section « Notes et références ».

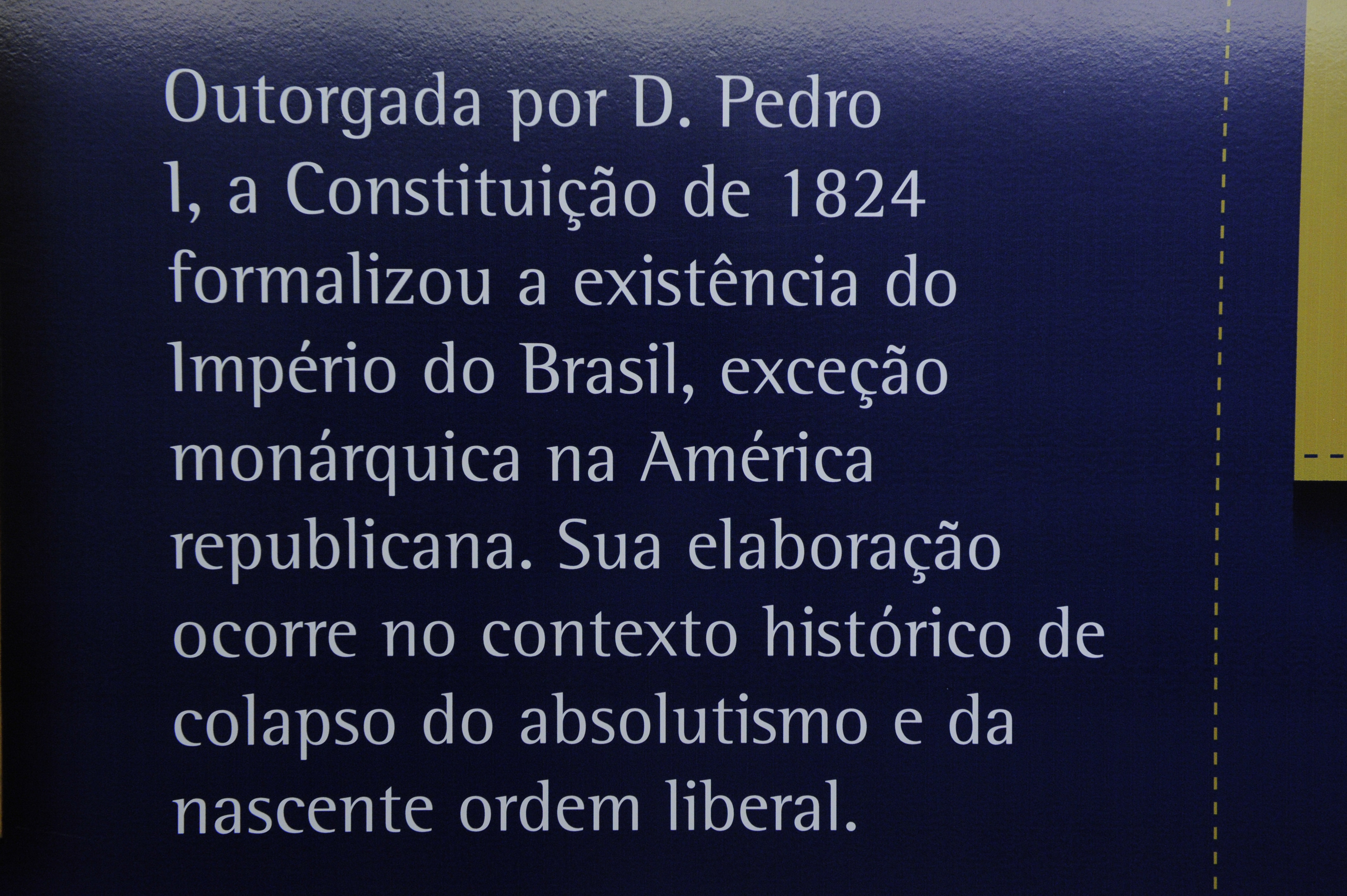
L'Assemblée constituante brésilienne de 1824est la première assemblée

L’Assemblée constituante brésilienne de 1823 est la première assemblée constituante de l’histoire du Brésil. 
Présidée par José Caetano da Silva Coutinho (pt), elle a été convoquée par l’empereur Pierre Ier à la demande des libéraux. Très critique vis-à-vis de la politique du souverain, elle est dissoute avant d’avoir pu écrire une constitution pour le pays et c'est finalement l'empereur qui octroie au Brésil sa première loi fondamentale. 